# Kollmannspark
Der Kollmannspark ist ein kleiner öffentlicher Stadtpark im Stadtgebiet von Neu-Ulm. Er wird auf einer Seite von den Wallanlagen der früheren Stadtbefestigung begrenzt.

## Geschichte
Der Kollmannspark wurde im Jahr 1910 zu Ehren des damaligen Neu-Ulmer Bürgermeisters Hofrat Josef Kollmann (Bürgermeister von 1885 bis 1919) angelegt, der sich sehr um den Ausbau der Infrastruktur der jungen, wachsenden bayerischen Stadt verdient gemacht hatte.
Nach dem Zweiten Weltkrieg verwilderte der Park. Erst in den Jahren 1994 bis 1996 wurde er im Zuge von baulichen Sanierungsmaßnahmen gleichzeitig neu gestaltet.
Im 21. Jahrhundert dient der Kollmannspark der Bevölkerung als Naherholungsgebiet. Seit 1997 ist er auch Veranstaltungsort des jährlichen öffentlichen Familienfestes in Neu-Ulm.

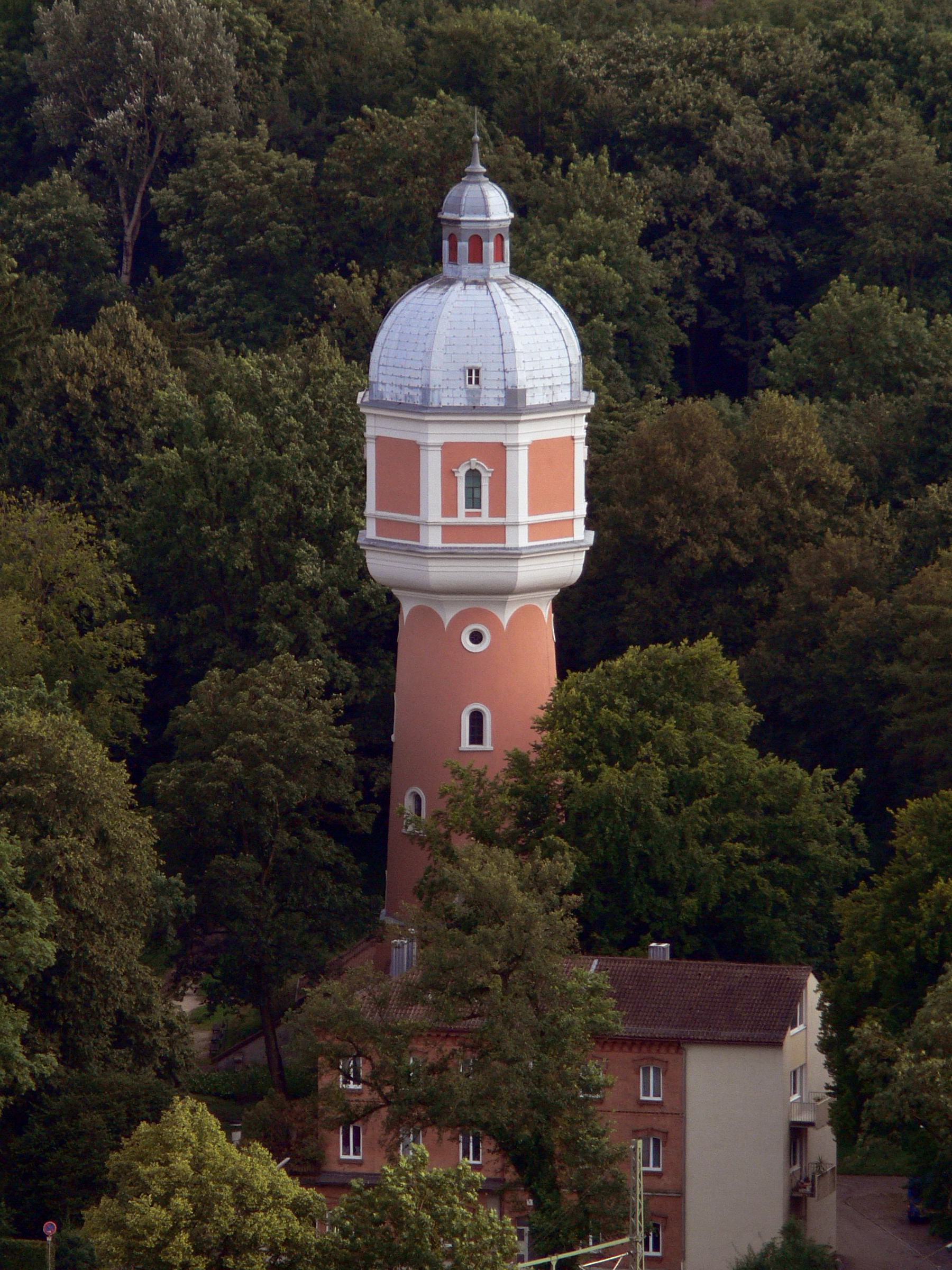
Neu-Ulmer Wasserturm
im Kollmannspark (2010)

## Beschreibung
Der 6.500 m² große Kollmannspark liegt am westlichen Rand der Innenstadt von Neu-Ulm. Er ist Bestandteil eines langen zusammenhängenden Grüngürtels, der sich entlang der Glacis-Anlagen erstreckt, einem Teil der ehemaligen Bundesfestung Ulm.
Optischer Hauptanziehungspunkt des Kollmannsparks ist der unter Denkmalschutz stehende Neu-Ulmer Wasserturm, das damalige Symbol der von Hofrat Kollmann initiierten modernen Stadtentwicklung und zugleich Wahrzeichen der Stadt Neu-Ulm. Durch den Park mit seinen gepflegten Rasenflächen und inzwischen mehr als hundert Jahre alten großen Laubbäumen führen mehrere wassergebundene befestigte Fußwege. Mindestens zwei Bäume sind durch zu ihren Füßen aufgestellte Findlinge besonders gekennzeichnet, die jeweils am 9. Mai 1905 von „Schülerinnen gesetzt“ worden sind: eine Schillerlinde und eine Schillerbuche. Auf der Südwest- und Südseite sind die Übergänge vom Kollmannspark in die benachbarten Parkanlagen der Glacis-Anlagen fließend.
Der Kollmannspark ist über die Turmstraße, die Schützenstraße und den angrenzenden Weg „Kollmannspark“ zugänglich. Der Eintritt in den Park ist kostenlos und zu jeder Tages- und Nachtzeit möglich.

## Denkmalschutz
Der Kollmannspark wird in der Baudenkmalliste des Bayerischen Landesamtes für Denkmalpflege als einer von acht Einzelbestandteilen der Hauptumwallung der ehemals größten Festungsanlage Europas Bundesfestung Ulm zugeordnet und steht damit ebenfalls unter Denkmalschutz (Baudenkmal Nr. D-7-75-135-1).